# Зарудницкий, Владимир Борисович
Влади́мир Бори́сович Зарудни́цкий (род. 6 февраля 1958, Абинская, Краснодарский край) — российский военачальник. Начальник Военной академии Генерального штаба Вооружённых сил Российской Федерации с 22 ноября 2017 года, генерал-полковник (2012).
Командующий войсками Центрального военного округа (12 июня 2014 — 22 ноября 2017).

## Биография
Владимир Борисович Зарудницкий родился 6 февраля 1958 года в городе Абинске Краснодарского края. По окончании школы поступил в Орджоникидзевское высшее общевойсковое командное училище имени Маршала Советского Союза А. И. Ерёменко во Владикавказе, которое окончил в 1979 году.
Проходил службу в составе Группы советских войск в Германии. В 1979—1985 годах — командир взвода, затем — разведывательной роты. С 1985 по 1987 год — начальник разведки 69-го мотострелкового Проскуровского полка. В 1990 году окончил Военную академию имени М. В. Фрунзе. С 1990 по 1991 год — начальник штаба мотострелкового полка, командир полка в Дальневосточном военном округе. С 1991 по 1994 год — командир мотострелкового полка в Дальневосточном военном округе. С 14 мая 1994 г. по 30 апреля 1997 года — военный комендант г. Майкопа. С 31 апреля 1997 г. по 14 июля 1998 года — начальник штаба 131-й отдельной мотострелковой Краснодарской Кубанской казачьей бригады в Северо-Кавказском военном округе. С 1998 по 2001 год — командир 131-й отдельной мотострелковой Краснодарской Кубанской казачьей бригады в Северо-Кавказском военном округе. В 2003 году с золотой медалью окончил Военную академию Генерального штаба Вооружённых сил Российской Федерации.
С 2003 по 2005 год —  командир 27-й гвардейской мотострелковой Омско-Новобугской дивизии в Приволжско-Уральском военном округе. С января 2005 года по февраль 2007 года — начальник штаба — первый заместитель командующего 29-й армии, затем — 41-й армии в Сибирском военном округе.
С февраля 2007 по апрель 2009 года — командующий 36‑й армией Сибирского военного округа (п.Борзя, Забайкальский край ). С 2009 по 2011 год — начальник штаба — первый заместитель командующего войсками Московского военного округа. В марте 2011 года назначен заместителем командующего войсками Южного военного округа.
С 30 сентября 2011 года по 12 июня 2014 года — начальник Главного оперативного управления — заместитель начальника Генерального штаба Вооружённых Сил Российской Федерации.
13 декабря 2012 года присвоено воинское звание «генерал-полковник».
С 12 июня 2014 года по 22 ноября 2017 года — командующий войсками Центрального военного округа.
22 ноября 2017 года Указом Президента России назначен на должность начальника Военной академии Генерального штаба Вооружённых сил Российской Федерации.
Член редакционной коллегии журнала «Военная мысль».
- Торжественная церемония передачи штандарта командующему войсками ЦВО, 16 июня 2014 г.
- Возле здания штаба ЦВО в Екатеринбурге,
2015 г.
- В расположении 201-й российской военной базы в Таджикистане, 2015 г.
- С главой Республики Ингушетия Юнус-Беком Евкуровым в региональном центре управления штаба ЦВО, 1 октября 2015 г.

Женат. Есть сын и дочь.

### Награды
- Орден «За заслуги перед Отечеством» III степени
- Орден «За заслуги перед Отечеством» IV степени
- Орден «За военные заслуги»[2] (2013)
- Медаль «За укрепление боевого содружества»
- Медаль «За отличие в военной службе» 1 степени
- Юбилейная медаль «70 лет Вооружённых Сил СССР»[3]
- Медаль «200 лет Министерству обороны»
- Медаль «За безупречную службу» 2 степени
- Медаль «За безупречную службу» 3 степени
- Медаль «Слава Адыгеи» (2018)[4]